# Кавказьке намісництво
41°43′21″ пн. ш. 44°47′33″ сх. д. / 41.7225° пн. ш. 44.7925° сх. д.
Кавка́зьке намі́сництво (рос. Кавказское наместничество) — адміністративно-територіальна одиниця в Російській імперії в 1785-1796. Адміністративний центр — Катериноград (до 1790) і Астрахань (після 1796).
Створене 5 травня 1785 на основі Астраханської та Кавказької губернії. Складалося з 9 повітів.
31 грудня 1796 перетворене на Астраханську губернію

## Повіти
1. Астраханський
2. Георгієвський
3. Ємотаєвський
4. Красноярський
5. Моздоцький
6. Олександрівський
7. Ставропільський
8. Чорноярський
9. Шовковський

## Карти

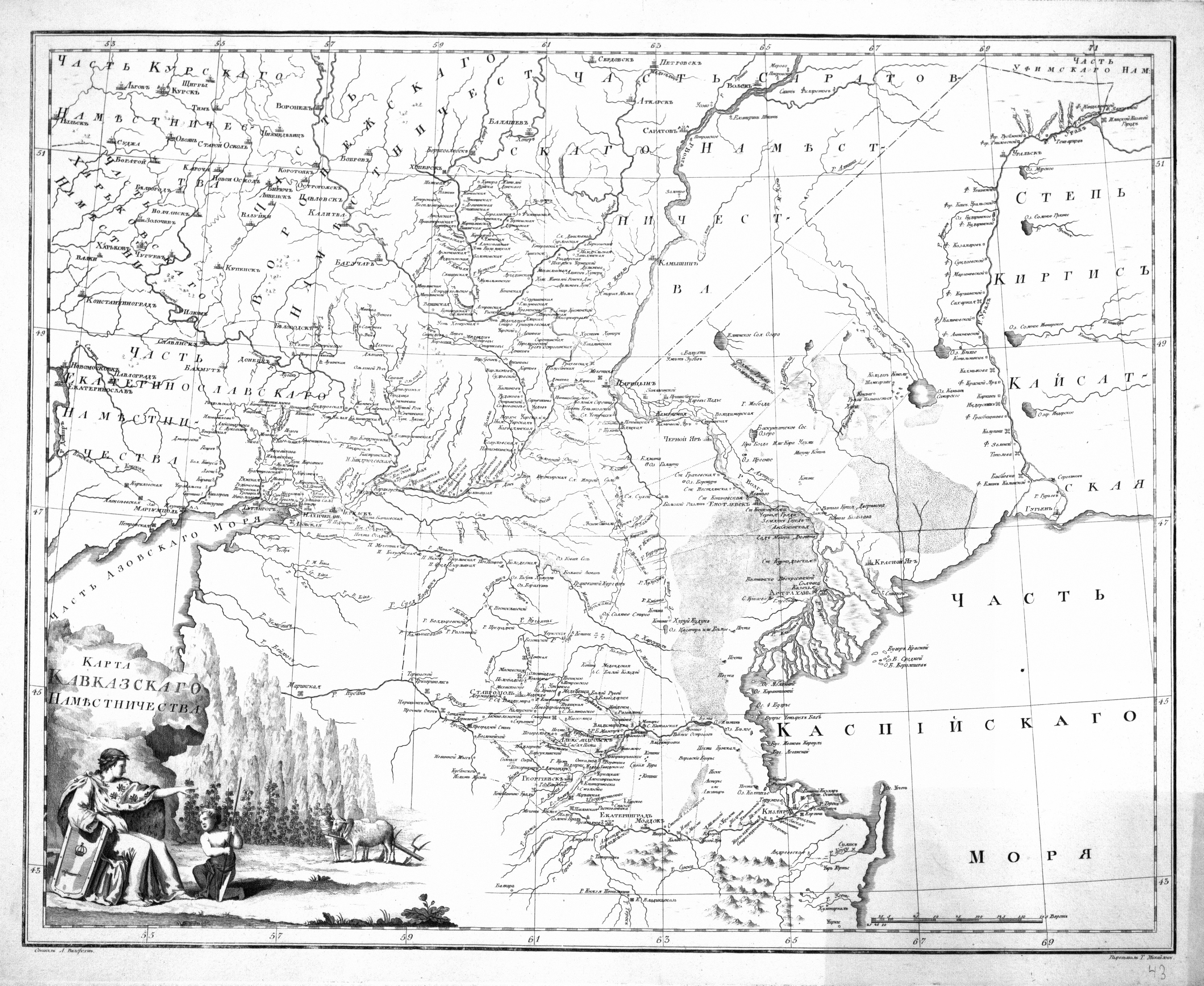
Російський атлас 1792
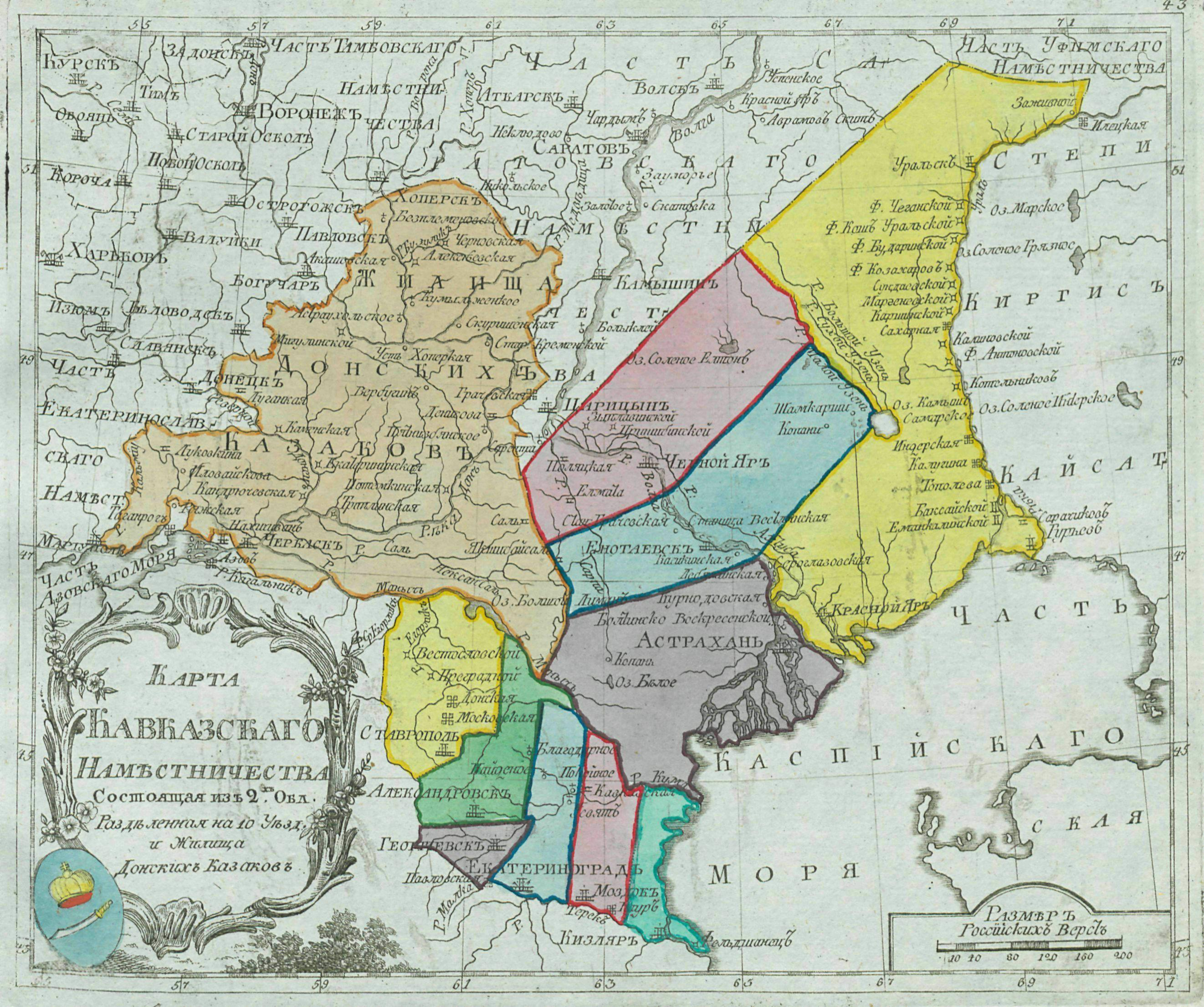
Атлас Російської імперії 1792
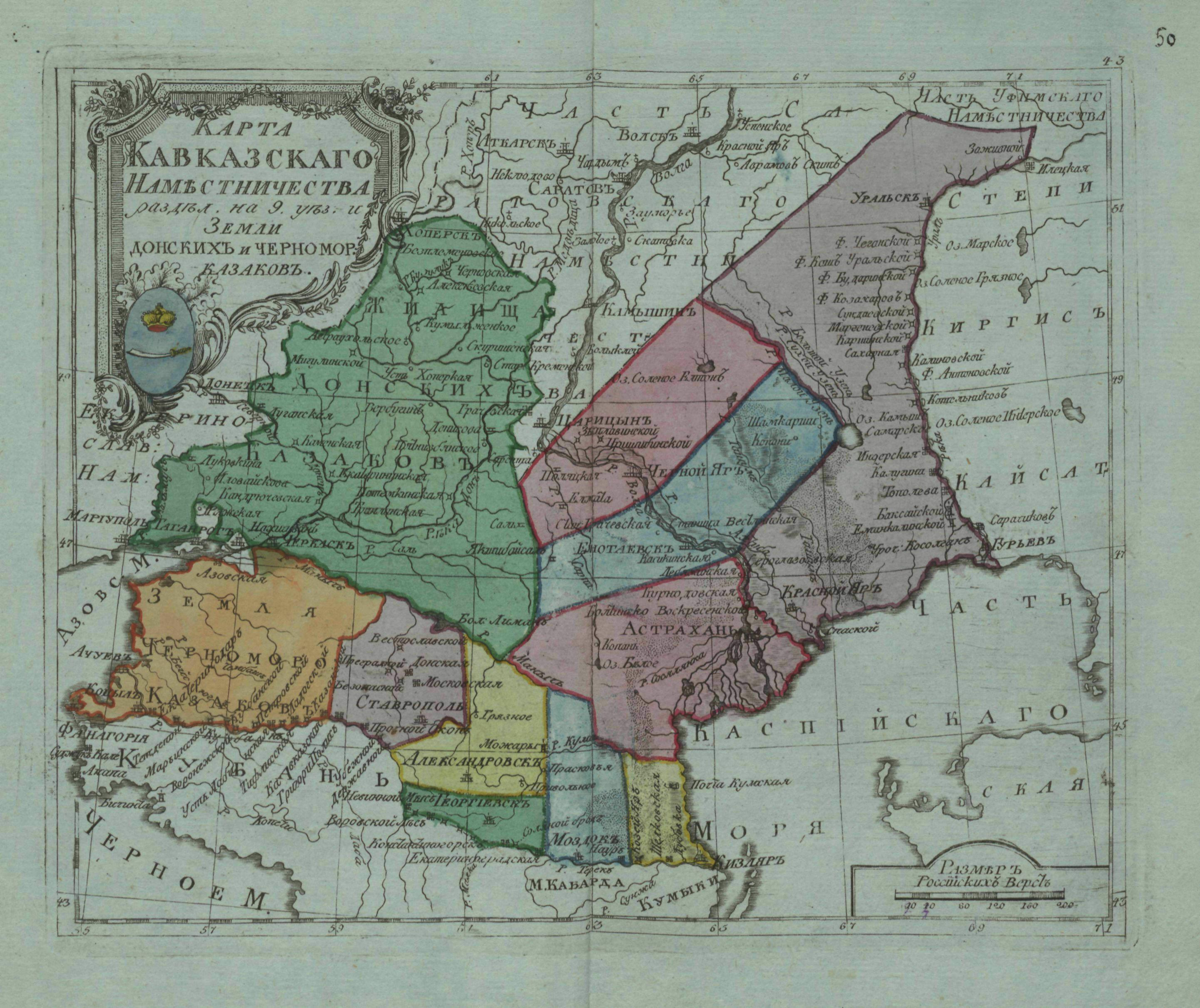
Атлас Російської імперії 1796

## Друге Кавказьке намісництво
27 грудня 1844 на територіях Кавказу, які увійшли до складу Російської імперії (в тому числі Грузинська губернія, Вірменська область, Каспійська область) було знову засновано Кавказьке намісництво з центром в Тифлісі.
З 27 грудня 1844 намісництво складалося з однієї губернії і двох областей:
- Грузино-Імеретинська губернія (Тифліс), 28 лютого 1847 перетворена у Тифліську губернію
- Вірменська область (Єреван), 9 червня 1849 перетворена в Єреванську губернію
- Каспійська область (Шемаха)
- Дербентська (Дербент) і Шемахинська губернії, 1846

30 травня 1860 Дербентська губернія скасована, утворена Дагестанська область (Дербент) і Закатальський округ
2 грудня 1859 Шемахінська губернія перейменована в Бакинську губернію (Баку)
- 17 серпня 1866 утворений Сухумський відділ (Сухумі)
- 1867 утворений Чорноморський округ
- 1868 утворена Єлизаветпольська губернія (Єлизаветполь)
- 1878 утворені Батумська область (Батум) і Карська область (Карс)

22 листопада 1881 Кавказьке намісництво фактично скасоване. Була утворена Кавказька адміністрація на чолі з головнокеруючим цивільною частиною, він же був одночасно головнокомандуючий і наказний отаман козацького війська.

## Третє Кавказьке намісництво
Кавказьке намісництво було відновлене Найвищим указом Урядового Сенату 26 лютого 1905 року (проіснувало до 1917 року) в такому складі:
шість губерній:
- Бакинська губернія
- Еріванська губернія
- Єлизаветпольська губернія
- Кутаїська губернія
- Тифліська губернія
- Чорноморська губернія

п'ять областей:
- Батумська область
- Дагестанська область
- Карська область
- Кубанська область
- Терська область

два самостійних округи:
- Закатальський округ
- Сухумський округ

Після Лютневої революції 1917 року колишнє намісництво перейшло під управління новоутвореного Особливого Закавказького комітету